# Czesław Jakubowski (rotmistrz)
Czesław Jakubowski (ur. 11 lipca 1897 w Białymstoku, zm. 9 października 1920 pod Korosteniem) – porucznik kawalerii Wojska Polskiego, działacz niepodległościowy, kawaler Orderu Virtuti Militari.

## Życiorys
Urodził się 11 lipca 1897 w Białymstoku, w rodzinie Władysława i Rozalii. Absolwent Szkoły Kadetów i Twerskiej Szkoły Kawalerii. W 1916 jako podporucznik walczył w składzie rosyjskiego 3 Zaamurskiego pułku kawalerii.  
Po rewolucji lutowej, z pomocą kilku innych oficerów rozpoczął formowanie oddziału polskiego i w jego składzie wszedł w struktury II Korpusu Polskiego. Początkowo wyznaczony został na stanowisko dowódcy plutonu łączności 6 pułku ułanów, a następnie przeszedł do szwadronu ciężkich karabinów maszynowych tegoż pułku. W maju 1918 wziął udział w bitwie pod Kaniowem i tam  dostał się do niewoli niemieckiej. Po kilku dniach uciekł i przedostał się na Kubań. W składzie szwadronu kpt. Schmita walczył z bolszewikami na Kubaniu, w Odessie i w Bessarabii. Na stanowisku dowódcy szwadronu ckm, a później 4 szwadronu 14 pułku ułanów walczył w Galicji Wschodniej. Poległ 9 października 1920 w czasie zagonu na Korosteń. Za bohaterstwo został pośmiertnie odznaczony Krzyżem Srebrnym Orderu Virtuti Militari i 21 grudnia 1920 zatwierdzony z dniem 1 kwietnia 1920 w stopniu rotmistrza, w grupie oficerów byłych Korpusów Wschodnich i byłej armii rosyjskiej. 

## Ordery i odznaczenia
- Krzyż Srebrny Orderu Wojskowego Virtuti Militari nr 3928 – pośmiertnie 1921[7][8][9][5]
- Krzyż Walecznych czterokrotnie[1][10]
- Medal Niepodległości – pośmiertnie 19 czerwca 1938 „za pracę w dziele odzyskania niepodległości”[11][1][2][12]